# Lodoxamide
Lodoxamide là một loại dược phẩm chống dị ứng. Nó được bán trên thị trường với tên thương mại Alomide ở Anh. Giống như axit cromoglicic, nó hoạt động như một chất ổn định tế bào mast. Vào năm 2014, lodoxamide và bufrolin đã được tìm thấy là chất chủ vận mạnh ở thụ thể kết hợp protein G35, một thụ thể mồ côi được cho là có vai trò trong các quá trình viêm, đau và sự phát triển của ung thư dạ dày.